# Roman Petrushenko
Roman Petrushenko ou Raman Piatrushenka (em búlgaro:  Роман Иванович Петрушенко, Kalinkavichy, Homiel, 25 de dezembro de 1980) é um ex-canoísta bielorrusso especialista em provas de velocidade.

## Carreira
Foi vencedor da medalha de ouro em K-4 1000 m em Pequim 2008 com os seus colegas de equipa Aleksey Abalmasov, Artur Litvinchuk e Vadim Makhnyov.
Foi vencedor da medalha de prata em K-2 200 m em Londres 2012.
Foi vencedor das medalhas de bronze em K-2 500 m em Atenas 2004 e em Pequim 2008.